# بادن کوک
بادن کوک (انگلیسی: Baden Cooke؛ زادهٔ ۱۲ اکتبر ۱۹۷۸) دوچرخه‌سوار اهل استرالیا است.
از باشگاه‌هایی که در آن بازی کرده‌است می‌توان به تیم دوچرخه‌سواری اف‌دی‌جی اشاره کرد.
وی در مسابقات کشوری و بین‌المللی در مجموع برندهٔ ۱ مدال برنز شده‌است.